# Gymnoscelis nigra
Gymnoscelis nigra är en fjärilsart som beskrevs av Barend J. Lempke 1969. Gymnoscelis nigra ingår i släktet Gymnoscelis och familjen mätare. Inga underarter finns listade i Catalogue of Life.